# استقاء معلومات شخصية
تعريف الـ Doxing في أمن المعلومات هو أسلوب يستخدم في جمع المعلومات والوثائق الحساسة المنشورة على شبكة الإنترنت التي تتعلق بالأشخاص أو المؤسسات وغالباْ من يقوم بجمع هذه المعلومات هم المخترقين للأستفادة منها في عملية الاختراق
استقاء المعلومات الشخصية البحث عن معلومات في الإنترنت عن شخص معين وجمعها ونشرها. وتستقى بغرض مساعدة قوات الأمن أو التشهير وغيرهما.
ويسمى بالإنجليزية doxing «جمع الوثائق» من كلمة  dox اختصار كلمة documents «وثائق».